# Hailin
Hailin (en chino, 海林; pinyin, Hǎilín) es un municipio  bajo la administración directa de la Prefectura Mudanjiang en la Provincia de Heilongjiang, República Popular China.  Su área es de 8712 km² y su población total para 2010 superó los 400 mil habitantes. 

## Administración
Desde julio de 2020, el  Municipio Hailin se divide en 8 pueblos administrados en poblados.

## Toponimia
Su nombre proviene por que en 1948 se fusionaron los antiguos condados Xinhai (新海) y Wulin (五林) para formar el nuevo condado Hai-Lin.
Hailin [/Jai ·Lin/] en español literalmente es "bosque marino",  esto supone que el significado sea "bosque sin límites", en similar sentido con Linhai Xueyuan (林海 雪原) "campo de nieve LinHai (sin limites)" .